# Capodimonte
Capodimonte es una localidad y comune italiana de la provincia de Viterbo, región de Lacio, con 1.818 habitantes. Está situado sobre un promontorio que da sobre el lago de Bolsena.
El patrón es San Sebastián, que se celebra el 20 de enero. El protector de la villa es San Roque, que se celebra el 16 de agosto con fuegos artificiales en el lago.

## Evolución demográfica
| Gráfica de evolución demográfica de Capodimonte entre 1861 y 2001 |
|                                                                   |
| Fuente ISTAT - elaboración gráfica de Wikipedia                   |